# Josep Anicet Santigosa i Vestratén
Josep Anicet Santigosa i Vestratén   (Tortosa, 1823 - Barcelona, 23 de novembre de 1895) (Tortosa, 1823 - Barcelona, 23 de novembre de 1895) va ser un metge, escultor, pintor i ceramista català.

## Biografia
Era fill de Francesc Santigosa i de Rosa Vestratén. Casat amb Anna Pahisa. Estudià medicina a Barcelona, compaginant-t'ho amb estudis artístics a l'Escola de la Llotja. Els seus primers treballs van ser per finançar-se la carrera, especialment en el terreny de l'escultura aplicada a l'arquitectura (capitells, balustrades). Amplià la seva formació a la Reial Acadèmia de Belles Arts de Sant Carles de València. Posteriorment muntà una empresa d'escultura amb el seu germà, alhora que exercia com a metge. Va rebre nombrosos encàrrecs i moltes obres seves decoren façanes d'edificis civils i religiosos, parcs i jardins de diverses ciutats. Participà en la Exposición Nacional de Madrid de 1867, on va obtenir un premi per la seva obra Triunfo de la Iglesia militante.
Entre les seves obres més destacades hi ha la Font del Geni Català (1856), al Pla de Palau, que realitzà juntament amb l'arquitecte Francesc Daniel Molina i l'escultor italià Fausto Baratta. Tamble col·laborà amb Damià Campeny en el Monument a Galceran Marquet (1851), en la plaça del Duc de Medinaceli, on realitzà les figures de la base i la decoració de la columna. Realitzà també el timpà de la parròquia de Sant Jaume a Barcelona (1878) amb la imatge del sant damunt un cavall. Realitzà les escultures femenines de la casa Antoni Tarrés, al carrer dels Tallers, 45, de Barcelona.
A Mataró elaborà les imatges de la Justícia i la Prudència per a la façana de l'Ajuntament. També treballà al País Valencià, on confeccionà la Verge de la Seu que coronava el campanar de la Col·legiata de Xàtiva, així com diverses obres a Castelló de la Plana i a València (als Carmelites i a l'Hospici de la Misericòrdia). També fou pessebrista, amb algunes obres conservades al Museu Històric Comarcal de Cervera.

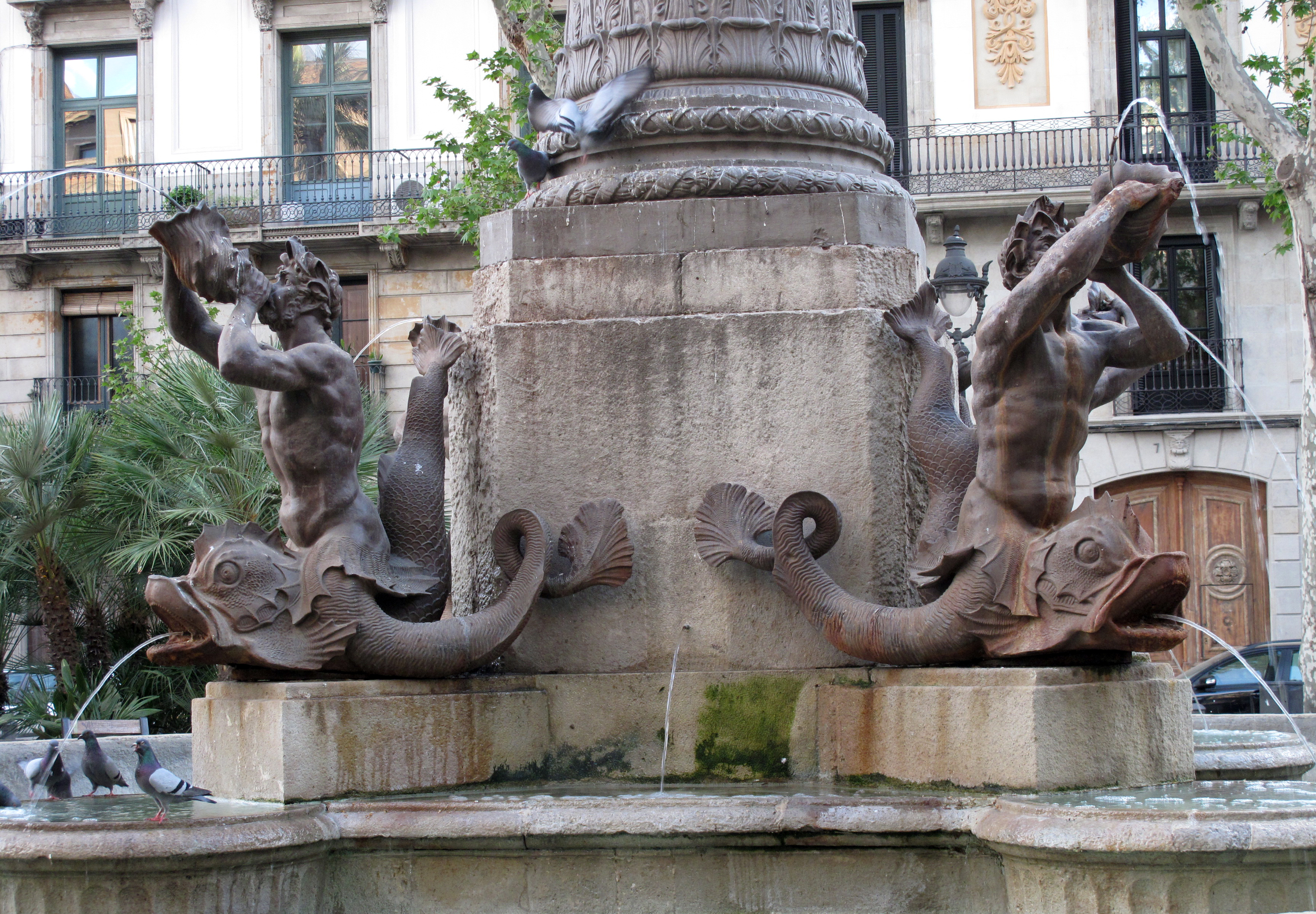
Base del Monument a Galceran Marquet (1851)
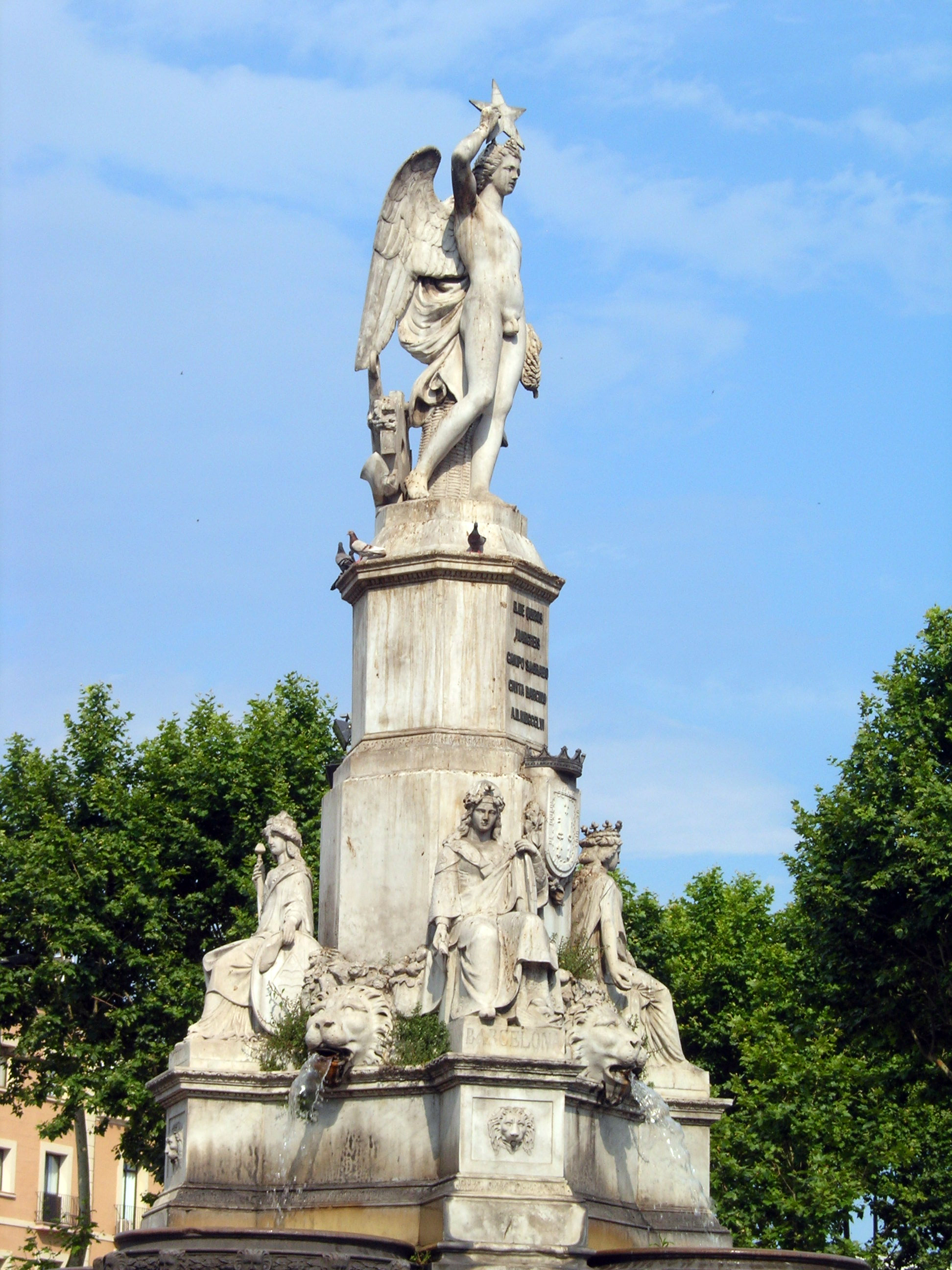
Font del Geni Català (1856)
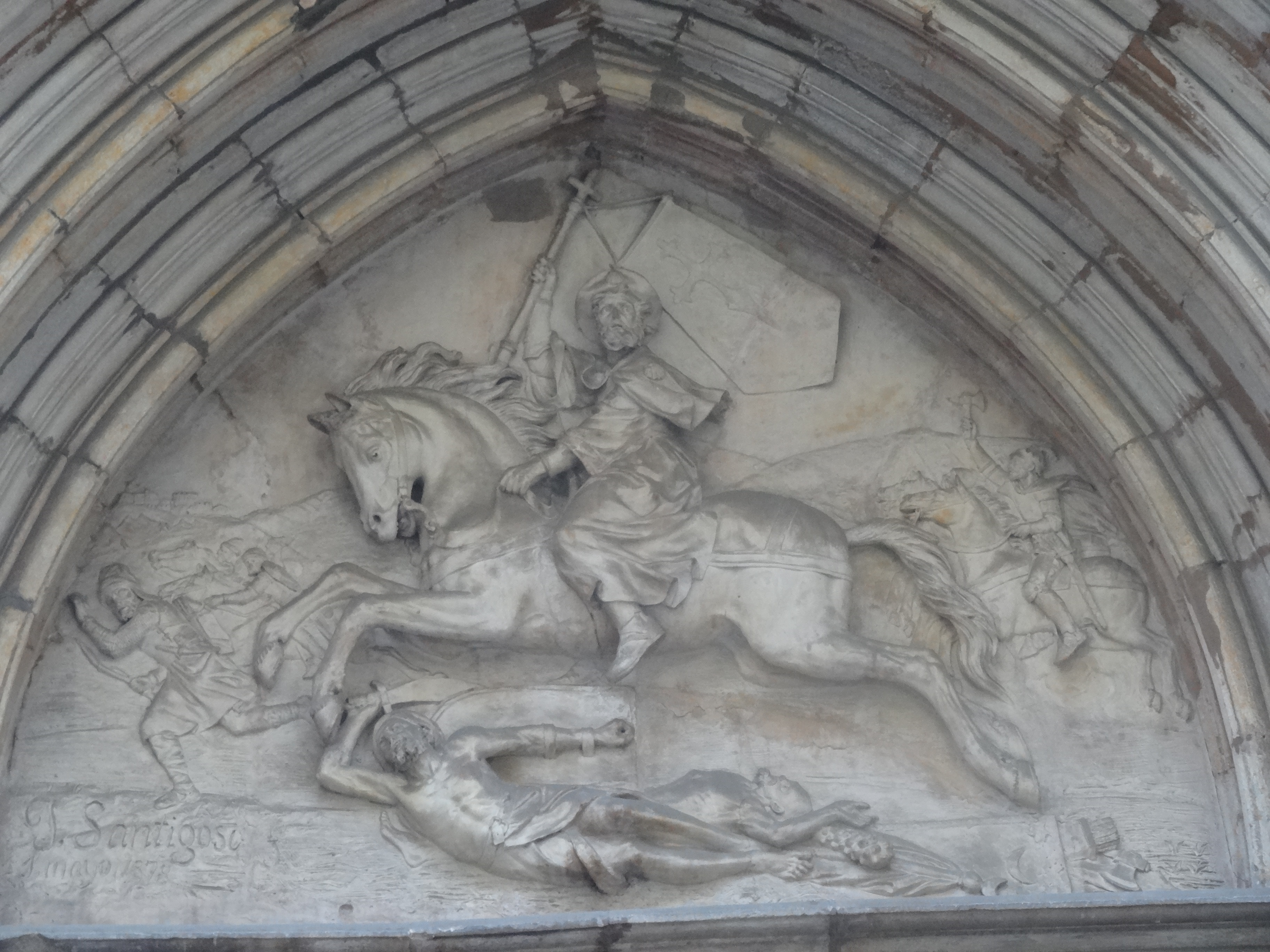
Timpà de la parròquia de Sant Jaume de Barcelona (1878)
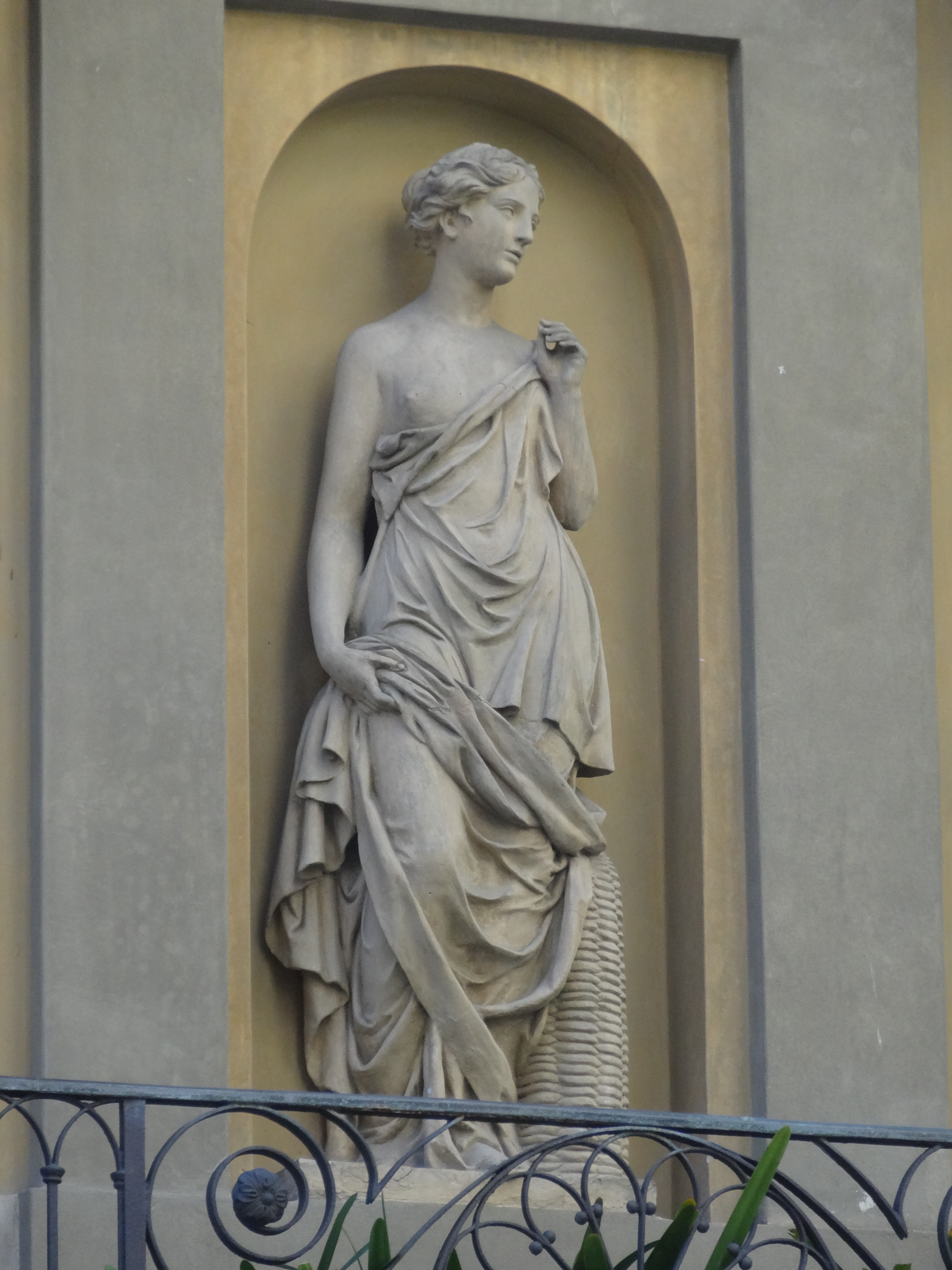
Escultura femenina a la casa Antoni Tarrés de Barcelona
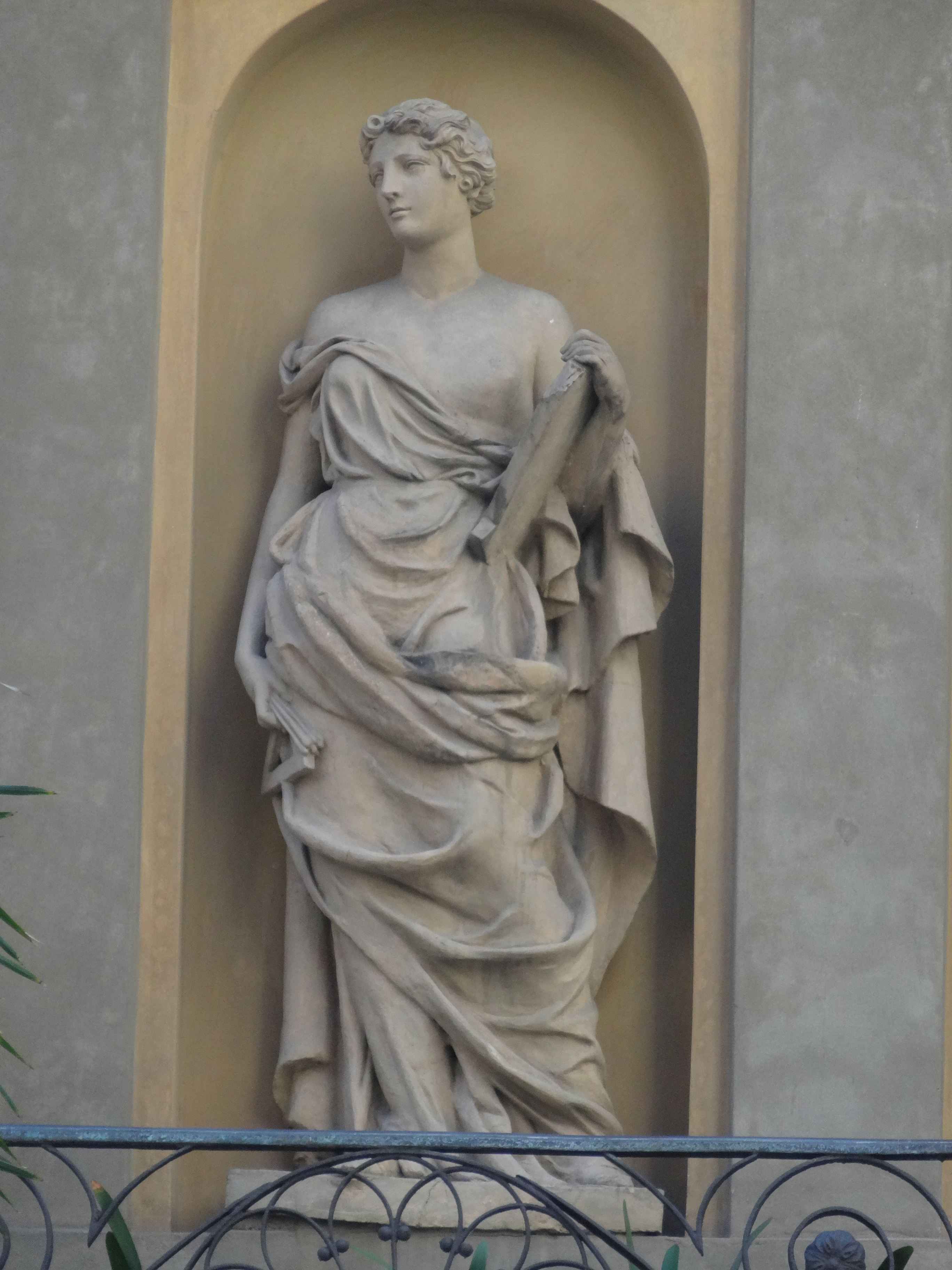
Escultura femenina a la casa Antoni Tarrés de Barcelona